# ヴァイラーテ
ヴァイラーテ（伊: Vailate）は、イタリア共和国ロンバルディア州クレモナ県にある、人口約4,500人の基礎自治体（コムーネ）。

## 地理

### 位置・広がり

#### 隣接コムーネ
隣接するコムーネは以下の通り。括弧内のBGはベルガモ県所属を示す。
- アニャデッロ
- アルツァーゴ・ダッダ (BG)
- カルヴェンツァーノ (BG)
- カプラルバ
- ミザーノ・ディ・ジェーラ・ダッダ (BG)
- トルリーノ・ヴィメルカーティ

### 気候分類・地震分類
気候分類では、zona E, 2404 GGに分類される。
また、イタリアの地震リスク階級 (it) では、zona 3 (sismicità bassa) に分類される。